# Estrilda ochrogaster
La estrilda de Abisinia (Estrilda ochrogaster) es una especie de ave paseriforme de la familia Estrildidae endémica del este de Sudán del Sur y oeste de Etiopía.